# Xianyang
Xianyang (chiń. 咸阳; pinyin Xiányáng) – miasto o statusie prefektury miejskiej w środkowych Chinach, w prowincji Shaanxi, 25 km na północny zachód od Xi’anu, nad rzeką Wei He. W 2010 roku liczba mieszkańców miasta wynosiła 1 118 112. Prefektura miejska w 1999 roku liczyła 4 839 236 mieszkańców.
Miasto było stolicą dynastii Qin (221-206 p.n.e.).

## Podział administracyjny
Prefektura miejska Xianyang podzielona jest na:
- 3 dzielnice: Weicheng, Yangling, Qindu,
- 2 miasta: Xingping, Binzhou
- 9 powiatów: Sanyuan, Jingyang, Qian, Liquan, Yongshou, Changwu, Xunyi, Chunhua, Wugong.